# Folke Rydén
Folke Rydén, född 17 september 1958 i Uppsala, är en svensk journalist och filmare.

## Biografi
Folke Rydén arbetade som USA-korrespondent för Sveriges Television mellan 1989 och 1996. Därefter arbetade han i två år för SVT i Asien. Numera är han bosatt i Sverige och driver ett produktionsbolag i egen regi och producerar dokumentärfilm och samhällsreportage. Rydén har vunnit ett flertal internationella priser för dokumentärfilmer och reportage. Han var värd för Sommar i P1 den 15 juli 1995. Folke Rydén har fem SM-titlar i fallskärmshoppning och var lagkapten för svenska landslaget i formationshoppning 1984-87.
Filmen Amerikas beväpnade stater bidrog till att Rydén 1993 fick Stora Journalistpriset. I dokumentärserien Sagan om Björn Borg (1998) innehöll den tredje delen ett 15 minuter långt avsnitt som fälldes av granskningsnämnden för brott mot kravet på opartiskhet och för brott mot kravet på saklighet. Ett muntligt avtal med företrädare för SVT påstods också ha gjorts, där det lovades att Rapport inte samma kväll skulle presentera fakta som motsade Rydéns dokumentär. Detta förnekades av SVT:s ansvarige chef. Rapport fälldes dock för att ha stoppat en intervju med Ingvar Carlsson som skulle ha sänts samma kväll. SVT:s ledning påpekade att Ingvar Carlsson upprepade gånger vägrat medverka i dokumentären och SVT menade att fällningarna utgjorde ett brott mot informationsfriheten.
Filmen Lagen i Laredo (1999), om en på tveksamma grunder dödsdömd minderårig i Texas, fick stor uppmärksamhet i USA och bidrog till att dödsdomen omvandlades till livstidsstraff. Vägen till Malexander (2001) skildrade Malexandermorden 1999. Efter att ha sett filmen erkände en av de tre gärningsmännen, Jackie Arklöv, att det var han som hade avlossat de dödande skotten. Dokumentären granskade även vilken roll Lars Norén och teaterprojekt 7:3 spelade i samband med händelserna. Norén avböjde medverkan i filmen men anmälde den i efterhand till granskningsnämnden. Granskningsnämnden friade filmen.
Dokumentären Det sista örådet (2004) om Expedition Robinson är en av Sveriges Televisions mest sedda dokumentärer med 1 845 000 tittare (14 feb 2004). Från Bill till Barack (2008) orsakade rubriker i USA då en medverkande lärare anmäldes för att otillbörligt ha propagerat för Barack Obama inför sina elever.

## Produktioner i urval
- Tragedin i Beita (1988)
- Sista ritten till Wounded Knee (1991)
- Rätt att dö (1992)
- Amerikas beväpnade stater (1993)
- Dödens Barn (1994)
- Den stulna drömmen (1995)
- Det nya Sverige (1996)
- Sagan om Björn Borg (1998)
- Lagen i Laredo (1999)
- Guldrushen (2000)
- Vägen till Malexander (2001)
- Påtryckaren (2001)
- Arafat (2002)
- Pojken utan ansikte (2003)
- Det sista örådet (2004)
- Generation Tsunami (2005)
- Vägen från vågen (2006)
- Expedition Linné (2007)
- Irak under slöjan (2008)
- Från Bill till Barack (2008)
- Alla torskar (2009)
- Vårt grisiga Hav (2011)
- Medaljens pris (2012)
- Den andra vågen (2013)
- Förgiftad kompromiss (2013)
- Generation Tsunami - tio år senare (2014)
- Överlevarna (2015)
- Hotet på havet (2015)
- Från Clinton till Clinton (2016)
- Afrika Med Bruten Nacke (2016)
- Ovan Babylon (2019)
- Trump och komikerna (2020)
- Sveriges roligaste partiledare (2022)
- Ödesvalet - 32 år bland amerikanska väljare (2024)

## Utmärkelser
Folke Rydén har bland annat tilldelats följande utmärkelser:
- Stora Journalistpriset, 1993.
- Banff Rockie Awards
- Chicago International TV Awards
- International Emmy Award
- Monte Carlo International Film & TV, 2012
- New York Festivals, 2012[6]
- UNESCO Prize
- Östersjöfondens stora pris 2016[7]

### Fotnoter
1. ↑  ”Arkiverade kopian”. Arkiverad från originalet den 23 oktober 2013. https://web.archive.org/web/20131023135139/http://www.newyorkfestivals.com/winners/2012/index.php. Läst 11 februari 2014.
2. ↑  http://smdb.kb.se/catalog/id/001840527
3. ↑  ”Arkiverade kopian”. Arkiverad från originalet den 22 februari 2014. https://web.archive.org/web/20140222153459/http://www.storajournalistpriset.se/folke-ryden-sveriges-television/. Läst 10 februari 2014.
4. ↑  http://mms.se/wp-content/uploads/_dokument/rapporter/tv-tittande/manad/2004/Månadsrapport_2004-02.pdf.
5. ↑  http://www.thelocal.se/20081112/15630
6. ↑  ”New York Festivals Site”. Arkiverad från originalet den 8 september 2014. https://web.archive.org/web/20140908154603/http://www.newyorkfestivals.com/winners/2012/pieces-mobile.php?iid=429822&pid=1&d=m. Läst 8 september 2014.
7. ↑  ”Folke Rydén prisas av Östersjöfonden”. www.nyan.ax. https://www.nyan.ax/nyheter/folke-ryden-prisas-av-ostersjofonden/. Läst 9 oktober 2021.